# Squalonchocotyle mitsukurii
Squalonchocotyle mitsukurii is een soort in de taxonomische indeling van de platwormen (Platyhelminthes). De worm is tweeslachtig en kan zowel mannelijke als vrouwelijke geslachtscellen produceren. De soort leeft in zeer vochtige omstandigheden. 
De platworm behoort tot het geslacht Squalonchocotyle en behoort tot de familie Hexabothriidae. De wetenschappelijke naam van de soort werd voor het eerst geldig gepubliceerd in 2006 door Kitamura, Ogawa, Taniuchi & Hirose.